# Szmerke Kaczergiński
Szmerke Kaczergiński, właśc. Szmariahu Kaczergiński (jid. שמערקע קאַטשערגינסקי, ur. 28 października 1908 w Wilnie, zm. 23 kwietnia 1954 w Córdobie) – poeta, publicysta, autor pieśni w języku jidysz.

## Życiorys
Szmerke Kaczergiński urodził się w Wilnie. Dzieciństwo spędził w sierocińcu. Następnie kształcił się w celu zostania drukarzem oraz samodzielnie studiował literaturę. Od lat 20. XX w. był zaangażowany w działalność komunistyczną. W 1926 dużą popularność przyniosła mu napisana przez niego piosenka nt. strajku w Łodzi pt. Tates, mames, kinderlech (znana także jako Barikadn). W 1929 dołączył do grupy literackiej Jung Wilne, w skład której wchodzili m.in. Chaim Grade i Abraham Suckewer. Kaczergiński był głównym redaktorem i publicystą grupy.

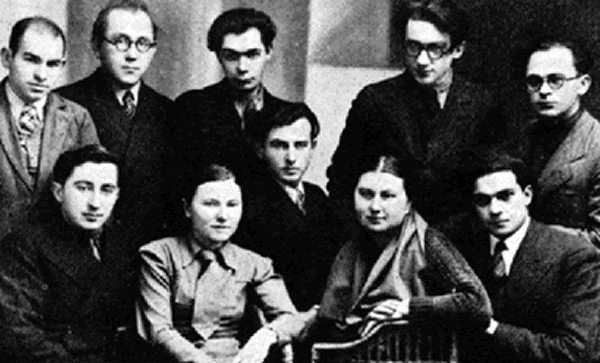
Artyści grupy Jung Wilne. Od prawej stoją: Szmerl Kaczergiński, Abraham Suckewer, Elchanan Wogler, Chaim Grade, Lejzer Wolf, siedzą: Mosze Lewin, Szejna Efron, Szymszon Kahan, Rachela Suckewer i Bencijon Michtom

W 1941 po zajęciu Wilna przez Niemców ukrywał swoją tożsamość udając głuchoniemego. W 1942 został schwytany i umieszczony w getcie wileńskim, w którym podejmował się organizacji przedstawień teatralnych, wieczorów poetyckich, spotkań naukowych. Ponadto wraz z Suckewerem utworzył Papierową Brygadę, w ramach której uczestniczył w akcji ratowania zbiorów Żydowskiego Instytutu Naukowego, a także zaangażował się w ruch oporu, przystępując do Zjednoczonej Partyzanckiej Organizacji (Farajnikte Partizaner Organizacje). Po porażce powstania w getcie we wrześniu 1943 opuścił je i dołączył do partyzantów w Puszczy Rudnickiej. W lipcu 1944 uczestniczył w wyzwalaniu Wilna przez Armię Czerwoną. Po wojnie odnalazł ukryte zbiory Żydowskiego Instytutu Naukowego w piwnicach getta, a także z Suckewerem założył Muzeum Żydowskiej Kultury i Sztuki (późn. Wileńskie Państwowe Muzeum Żydowskie im. Gaona). Od 1944 działał jako kolekcjoner muzyki żydowskiej – przeprowadzał rozmowy z osobami, które ocalały z gett i zapamiętywał piosenki, które następnie opublikował.
W związku z zaangażowaniem władz komunistycznych w przejęcie placówki muzeum, wyjechał z Wilna latem 1946 i zamieszkał w Łodzi, gdzie zaangażował się w działalność Centralnej Żydowskiej Komisji Historycznej i został redaktorem w miesięczniku „Unzer Wort”, a także zaangażował się we współpracę z Gordonią, w celu pomocy żydowskim dzieciom. Jego poglądy w związku z działalnością komunistów, ewoluowały w kierunku syjonizmu.
Po pogromie kieleckim w 1946 przeniósł się do Paryża. Tam zaangażował się w działalność w Paryskim Kongresie Kultury Żydowskiej, co pozwoliło mu w 1948 odwiedzić Stany Zjednoczone, aby wziąć udział w Światowej Konferencji Kultury Żydowskiej, gdzie przemawiał w 30 miastach. W 1948 zamieszkał w Nowym Jorku, by następnie w 1950 zamieszkać w Argentynie, gdzie podjął pracę sekretarza Kongresu Kultury Żydowskiej i zajął się organizacją wydawnictwa Kium. Zginął w katastrofie lotniczej w Córdobie (wraz z pozostałymi 24 osobami na pokładzie), 23 kwietnia 1954 lecąc z Mendozy, gdzie prowadził jeden ze swoich wykładów, do rodzinnego Buenos Aires.

### Dziedzictwo
Po jego śmierci w 1955 została opublikowana poświęcona mu księga pamiątkowa Szmerke Kaczerginski ondeknbuch. Kaczergiński po śmierci jest autorem o niewielkiej popularności poza kręgami jidysz, mimo znacznej popularności jego piosenek. Jego publikacje są źródłem większości zachowanych pieśni jidysz z okresu II wojny światowej. Zebrał ich ponad 250.

### Życie prywatne
Szmerke Kaczergiński ożenił się w 1943 w getcie z Barbarą Kaufan, która niedługo potem zmarła. W 1947 poślubił Meri Szutan, z którą miał córkę Libele.
Kaczergiński w literaturze występuje pod różnymi wariantami swojego imienia, m.in. jako Szmariahu, Szemarjahu, Szmerł i Szymon.

## Dzieła

### Wybrane piosenki i wiersze
- Tates, mames, kinderlech (Ojcowie, Matki, Dzieci, 1926),
- Jugnt himn (Hymn młodzieży),
- Friling (Wiosna),
- Sztiler, sztiler (Ciszej, ciszej)[1].

### Tomiki pieśni
- Undzer gezang (Nasze Pieśni),
- Dos gezang fun wilner geto (Śpiew z Wileńskiego Getta, 1947)[9],
- Churbn Wilne (Zburzenie Wilna, 1947),
- Lider fun di getos un lagern(inne języki) (Pieśni z gett i obozów, 1948)[1][9],
- Partizaner gejen! (Naprzód partyzanci!, 1947),
- Ich bin gewen a partizan (Byłem partyzantem, 1952)[1].